# Lawrence Zalcman
Lawrence Allen Zalcman (* 9. Juni 1943 in Kansas City, Missouri; † 31. Mai 2022 in Jerusalem) war ein US-amerikanischer Mathematiker, der sich mit komplexer Analysis beschäftigte.

## Werdegang
Zalcman studierte am Dartmouth College (unter anderem bei A. S. Besicovitch) und wurde 1968 am Massachusetts Institute of Technology bei Kenneth Hoffman promoviert (Bounded analytic functions on domains of infinite connectivity). Er lehrte an der Stanford University und war seit 1972 Assistant Professor sowie seit 1974 Professor an der University of Maryland in College Park. Er war seit den 1970er Jahren häufig Gastwissenschaftler und Gastprofessor in Israel, zum Beispiel am Technion, dem Weizmann-Institut, der Bar-Ilan-Universität und der Hebrew University. Seit 1985 war er Professor an der Bar-Ilan-Universität.
1975, 1981 und 2017 wurde er mit dem  Lester Randolph Ford Award ausgezeichnet. Für die Arbeit, für die er den Lester Randolph Ford Award 1975 erhielt, wurde ihm 1976 auch der Chauvenet-Preis verliehen.
Ein Lemma in der Theorie normaler Familien ist nach ihm benannt (Zalcman’s Lemma), das er im Rahmen seiner Behandlung des Prinzips von André Bloch bewies. Er ist auch Namensgeber der Zalcman-Gebiete, die eine Rolle in der Klassifikation Riemannscher Flächen spielen, und der Zalcman-Funktionen in der komplexen Dynamik. In der Theorie partieller Differentialgleichungen ist die Pizzetti-Zalcman-Formel nach ihm benannt.
Von 1976 bis 1982 war er Mitherausgeber der Proceedings of the American Mathematical Society; von 1987 bis 2017 war er Herausgeber des Journal d’Analyse Mathématique.
2012 wurde er zum Fellow der American Mathematical Society ernannt.

## Schriften
- mit Peter Lax Complex proofs of real theorems, American Mathematical Society 2012
- Analytic capacity and rational approximation, Springer Verlag 1968